# 張績
張績（1001年—1058年4月3日），字熙凝，清河人，遼朝官員，官至忠順軍節度副使。

## 生平
張績自稱出自清河張氏，曾祖張簡、祖張昭遜、父張偉，皆不仕。遼聖宗太平末年，張績進士乙科登第，景福元年（1031年）秋解褐授將仕郎、守秘書省著作佐郎。重熙元年（1032年），加文林郎、武騎尉。二年（1033年）夏，改授涿州軍事判官、試大理評事。四年（1035年）秋，改授彰國軍節度掌書記，加登仕郎。當年冬，加儒林郎、雲騎尉。六年（1037年）冬，充燕京管內都商税判官。七年（1038年）冬，權延慶宮漢兒渤海都部署判官。八年（1039年）秋，加承務郎、守應州金城縣令。十年（1041年）冬，改除白川州觀察判官，遷承奉郎。十二年（1043年）春，加徵事郎、飛騎尉。十三年（1044年）正月，加給事郎、守大理寺丞。同年冬，加宣義郎、驍騎尉，尋奉詔接送賀永壽正旦高句麗人使。十四年（1045年）冬，改授上京留守□□□大理司直，賜緋魚袋。十五年（1046年）秋，加朝散郎。同年冬，改授鹽鐵判官、太子中允。十六年（1047年）六月，加宣德郎、□□□□□御史、騎都尉。十七年（1048年）秋，改授度支都勾判官，加朝請郎、守尚書虞部員外郎。同年冬，改授興國軍節度副使、銀青崇祿大夫、騎都尉。十九年（1050年）冬，改除興中府判官、奉議郎、守尚書刑部郎中，借紫。二十二年（1053年）春，除西京警巡使、尚書侍御史。重熙末年，為尚書倉部郎中。遼道宗即位，加檢校尚書右僕射，封清河縣開國公，又為忠順軍節度副使。清寧四年（1058年）三月八日卒於任上，享年五十七。